# Cristóbal de Mosquera Figueroa y Silva
Cristóbal de Mosquera Figueroa y Silva (Popayán 1661-1736) fue un encomendero neogranadino.
Fue Maestre de campo y alcalde ordinario de Popayán, en el Virreinato de la Nueva Granada en 1683 y 1693.
Era hijo del capitán Cristóbal de Mosquera y Figueroa y de Antonia de Silva Saavedra, todos payaneses. Casado con Juana de Prieto de Tobar y Arboleda, hija  legítima  del  capitán  de  infantería  española Martín  Prieto  de  Tobar  y Guzmán y de Juana de Arboleda Salazar y Hurtado del Águila. Fue el padre de José de Mosquera Figueroa y Prieto de Tobar.